# Oceanside (Oregon)

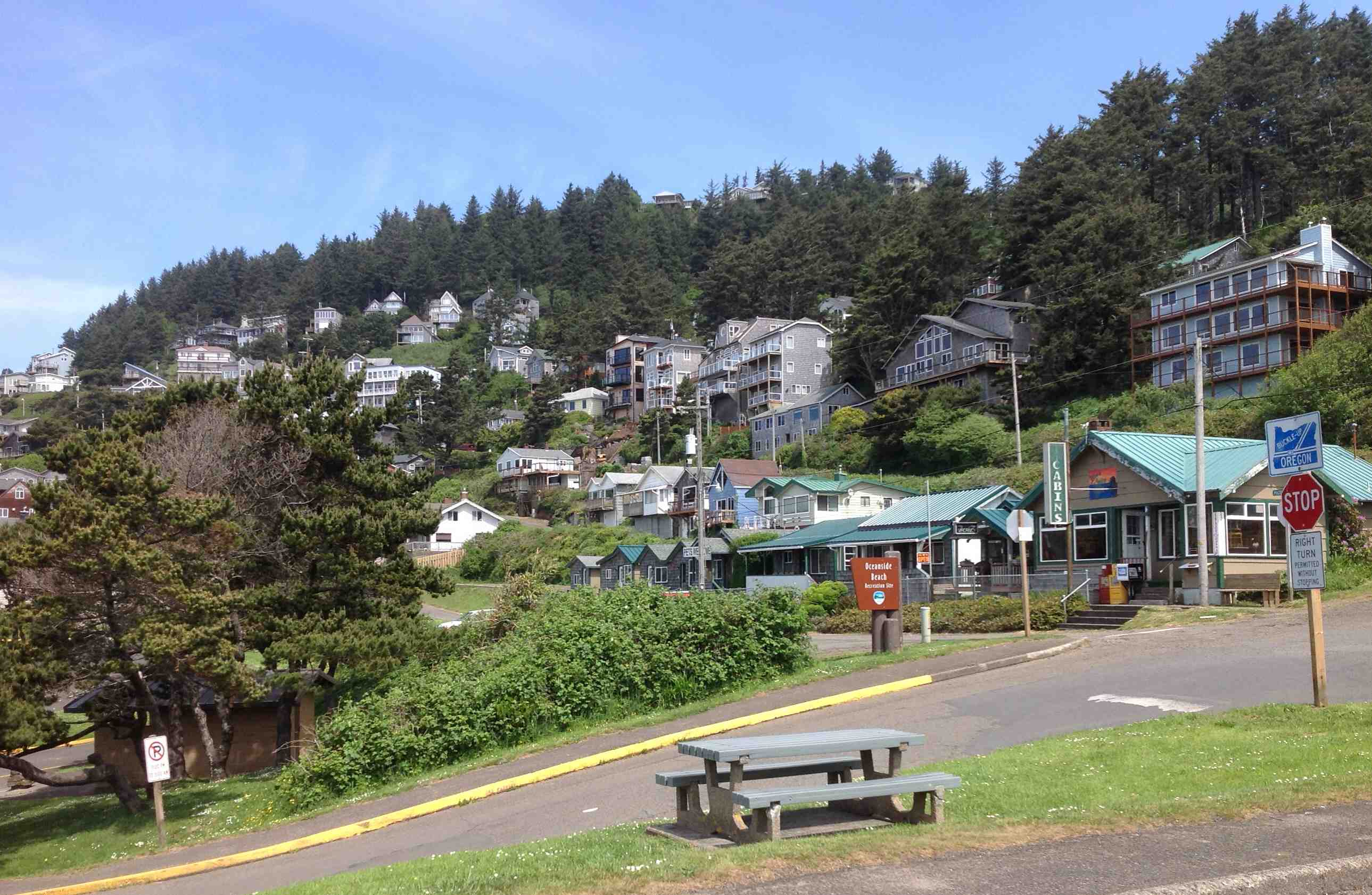
Oceanside

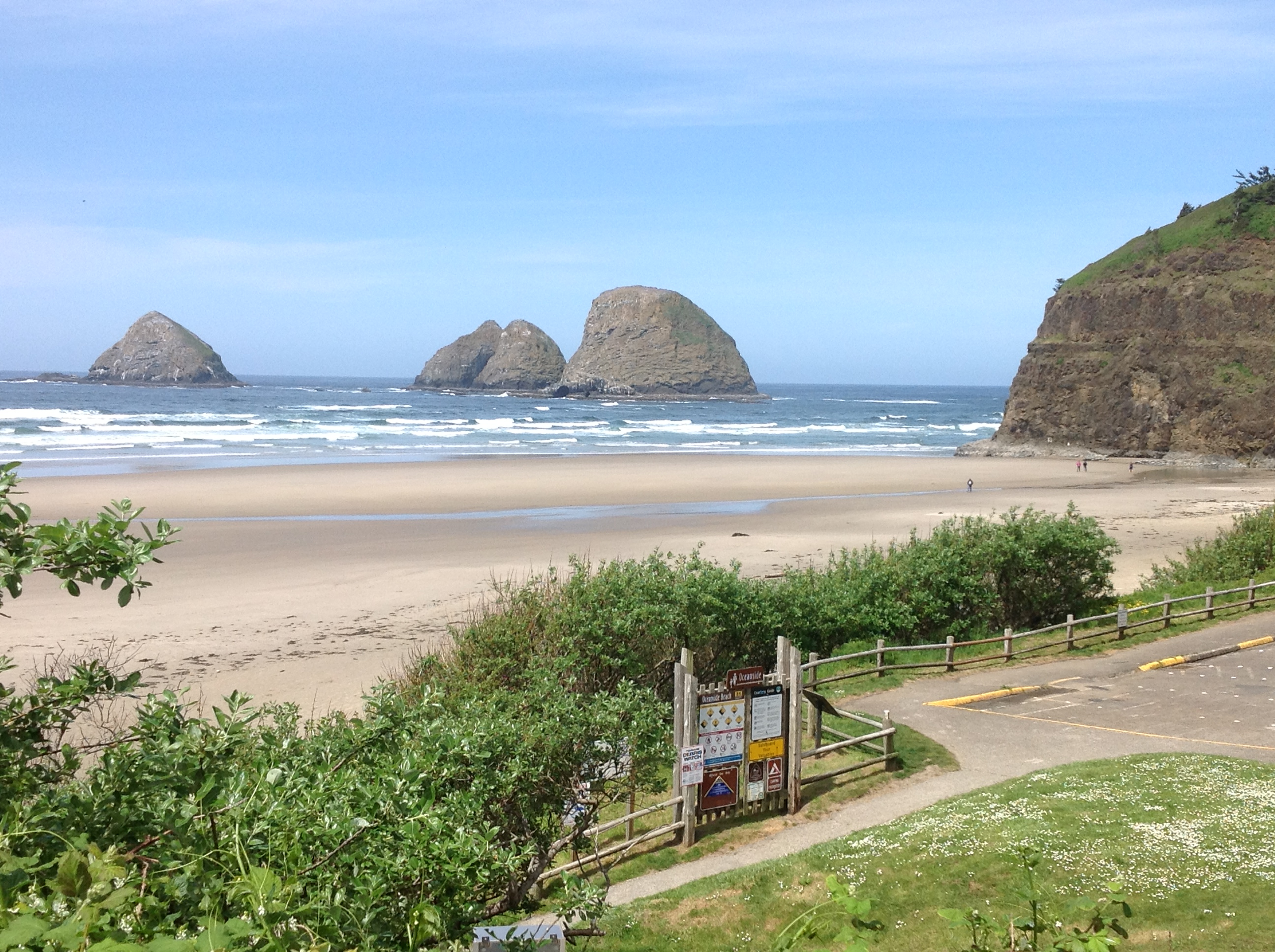
Zicht op Three Arch Rocks National Wildlife Refuge vanuit Oceanside

Oceanside is een plaats (census-designated place) in de Amerikaanse staat Oregon, en valt bestuurlijk gezien onder Tillamook County.

## Demografie
Bij de volkstelling in 2000 werd het aantal inwoners vastgesteld op 326. In de zomer komen veel badgasten naar het strand van Oceanside. Voor inwoners van Portland zijn de stranden van Tillamook County het snelst bereikbaar.

## Geografie
Volgens het United States Census Bureau beslaat de plaats een oppervlakte van 2,6 km², geheel bestaande uit land.

## Plaatsen in de nabije omgeving
De onderstaande figuur toont nabijgelegen plaatsen in een straal van 12 km rond Oceanside.

## Trivia
- Het Three Arch Rocks National Wildlife Refuge behoort tot de kleinste wildernisgebieden in de VS: het is slechts 6,07 hectare groot en omvat zes rotsachtige eilandjes op ongeveer een kilometer voor de kust van Oceanside. Het reservaat beschermt wel een van de grootste broedlocaties voor zeevogels in Oregon.
- Op een paar kilometer ten noorden van de plaats staat Cape Meares Lighthouse. Deze vuurtoren is slechts 12 meter hoog en is daarmee de kleinste vuurtoren van de staat.